# Stanisław Rużyczka de Rosenwerth
Stanisław Rużyczka de Rosenwerth, Stanisław Rosenwerth-Rużyczka (ur. 1885, zm. 26 grudnia 1955 w Warszawie) – działacz społeczno-gospodarczy Południowego Podlasia, ziemianin.
Jako młody chłopiec został relegowany z ostatniej klasy rosyjskiego wówczas gimnazjum w Białej Podlaskiej za sprzeciw wobec przedstawienia przez nauczyciela przyczyn i przebiegu powstania listopadowego. Na dalsze nauki wyjechał do Belgii i Niemiec, skąd wrócił z tytułem doktora inżyniera po ukończeniu wyższych studiów na kierunkach ekonomia i rolnictwo. W roku 1919 ożenił się z Julią Mirską. Po ślubie państwo młodzi wyjechali w podróż do Chin przez Syberię i Mongolię, a następnie osiedli rodzinnym majątku w Cieleśnicy (w roku 1935 poszerzonym o folwark Klonownica).

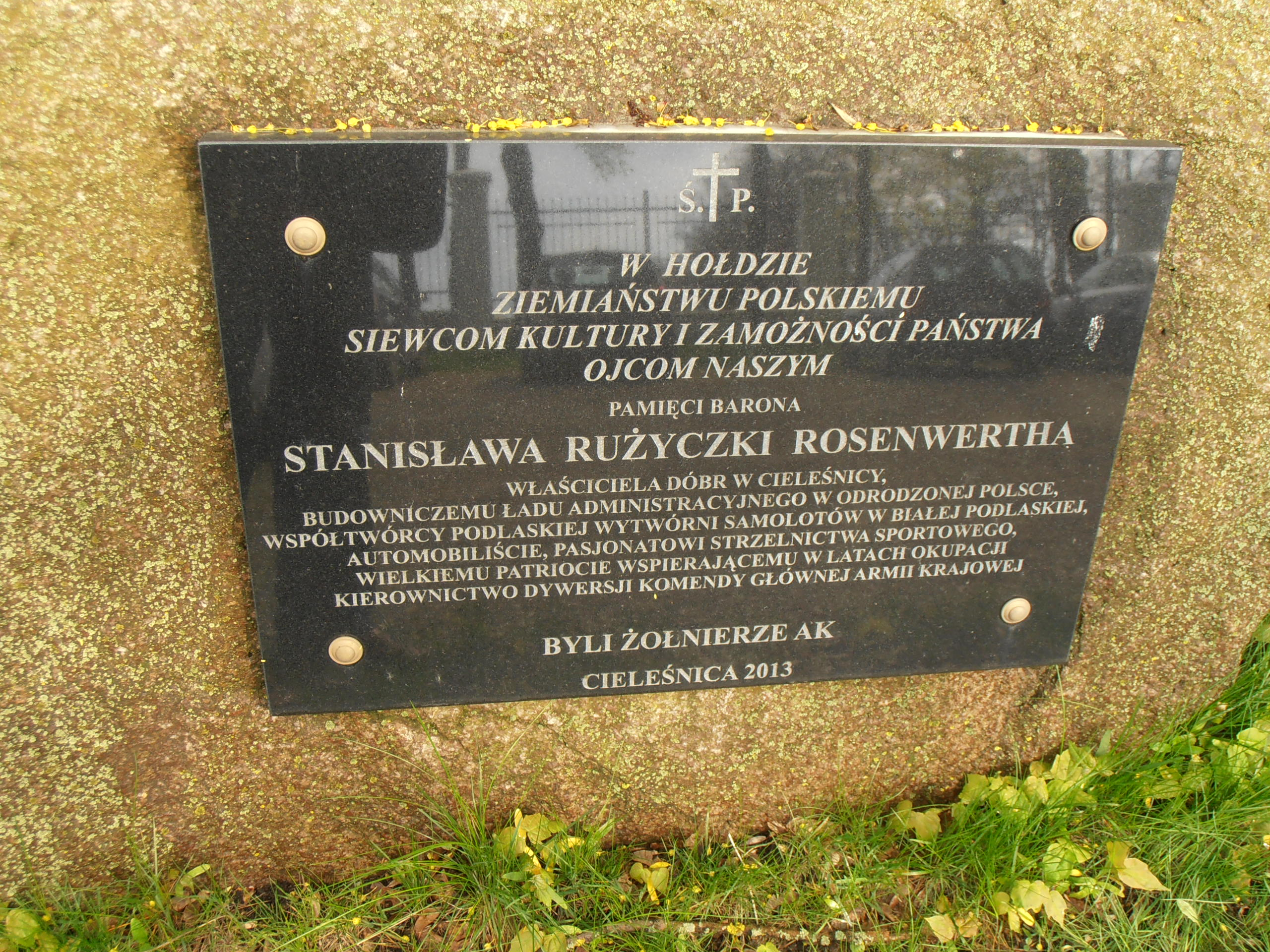
Tablica przy pałacu w Cieleśnicy

W czasie wojny polsko-bolszewickiej służył jako ochotnik w 15 pułku ułanów pod dowództwem płk. Andersa.
Po powrocie z wojny rozwinął nowoczesne metody gospodarki rolnej, oprócz hodowli bydła prowadził m.in. hodowle bażantów oraz ryb. W majątku funkcjonowały także olejarnia, młyn parowy, gorzelnia z destylarnią spirytusu, a także elektrownia zaopatrująca w prąd całe gospodarstwo. Do majątku doprowadzona była prywatna bocznica lokalnej kolei wąskotorowej.
W roku 1921 założył «Hurtownię Podlaską S.A.» (później «Syndykat Rolniczy S.A.») i był jej głównym udziałowcem. Firma ta wybudowała m.in. młyn „obywatelski” w Białej Podlaskiej – budynek przeznaczony na młyn i fabrykę makaronów. Niestety – tuż przed rozruchem okazało się, że konstrukcja budynku jest zbyt słaba, by wytrzymać drgania podczas pracy mechanizmów. W konsekwencji nie zmielono tam ani kilograma mąki, ale budynek przy obecnej ul. Handlowej pełni różne funkcje magazynowe do dziś.
W roku 1923 Stanisław Rosenwerth był jednym z czterech założycieli Podlaskiej Wytwórni Samolotów Sp. z o.o.; do majątku Spółki wniósł m.in. grunty, zabudowania browaru, magazyn i gotówkę.
W latach II wojny światowej w majątku Cieleśnica miała siedzibę komórka Sądu Specjalnego Armii Krajowej. Ponadto małżonka Julia Rosenwerth organizowała akcje wysyłania paczek do obozów jenieckich i jako lekarz niosła pomoc medyczną. Sprzedaż wyrobów gorzelni zasilała kasę AK.
Po wojnie majątek Rosewerthów został przejęty przez państwo, a oni sami zamieszkali w Warszawie. Stanisław Rosenwerth został przez władzę ludową oskarżony o współpracę z okupantem, a następnie skazany na karę 15 lat pozbawienia wolności i osadzony w Zakładzie Karnym we Wronkach. Więzienie opuścił w roku 1954, lecz rok później zmarł. Został pochowany w rodzinnym grobowcu na Powązkach. Został zrehabilitowany w roku 1960.
Rodzina – żona i czterech synów (Andrzej, Jerzy, Henryk i Włodzimierz) wyemigrowali do Republiki Południowej Afryki.